# Pierre Yves Lador
Pierre Yves Lador, né le 12 juin 1942 à Cossonay dans le canton de Vaud, est un écrivain et bibliothécaire vaudois.

## Biographie
Lador s'intéresse depuis son jeune âge au monde du livre, ce qui l'amène à effectuer des études de lettres à l'Université de Lausanne. Il pratique en tant qu'enseignant pendant deux ans avant d'être engagé par la Bibliothèque municipale de Lausanne, dont il sera directeur pendant vingt-deux ans. Durant cette période, Pierre Yves Lador rassemble la plus grande collection de bandes dessinées de Suisse.
Se consacrant ensuite entièrement à l'écriture, Lador publie en 2005 Les secrets d'un homme discret, 1910-2004, texte qu'il dédie à son père. En 2010 paraît La Guerre des légumes, préfacé par Stéphane Bovon. Trois ans plus tard, Lador reçoit le Prix des écrivains vaudois. En 2019 il édite en collaboration avec Janine Massard un numéro spécial du Persil consacré à Gaston Cherpillod.
On lui doit plusieurs récits et romans. Pierre Yves Lador signe également plusieurs nouvelles ou récits érotiques.
Actuellement il réside à Ropraz.

## Publications

### Romans et récits
- Le rat, la Célestine et le bibliothécaire, L'âge d'Homme, 1978,
- Lune de nielle, ou les phantasmes communicants, éditions de l'Aire, 1980,
- L'essaim d'or, éditions de l'Aire 1998,
- Solide obsidienne ou Quand le soleil se couche, L'âge d'Homme, 2000.
- Les secrets d'un homme discret, 1910-2004, 2005, texte dédié au père de l'auteur.
- L'enquête immobile, roman, Olivier Morattel, 2011,
- La Guerre des légumes, Olivier Morattel, 2010, préfacé par Stéphane Bovon,
- Les Chevaux sauveurs, nouvelles, Hélice Hélas Éditeur, 2015,  (ISBN 978-2-940522-26-2)

### Poésie
- Cadavres, avec Nicolas Sjöstedt, Hélice Hélas Éditeur, 2014,  (ISBN 978-2-940522-15-6)

### Essais
- Le Caméléon écorché, Hélice Hélas Éditeur, 2012,  (ISBN 978-2-9700766-0-5)
- Décroissance/développement, Hélice Hélas Éditeur, 2013,  (ISBN 978-2-9700766-8-1)
- Liberté... Égalité..., Hélice Hélas Éditeur, 2013,  (ISBN 978-2-940522-02-6)

### Récits érotiques
- La fin d'un village vaudois (publié sous le pseudonyme de Boris E. Dare Live)
- Le vol de Samara publié en juillet 2005 dans "L'Hebdo",
- L'étang et les spasmes dans la bande dessinée, Éditions Castagnééé, 2006,
- Pampilles arborescentes - Zodiaque érotique, Éditions Castagnééé, 2008.

## Distinctions
38e Prix des écrivains vaudois.

## Sources
(juin 2016).
1. ↑  « letempsarchives.ch », sur www.letempsarchives.ch (consulté le 31 août 2022)
2. 1 2  « Toast à Pierre-Yves Lador, Prix des Écrivains vaudois 2013 - Écrivain de la comédie romande », sur jmolivier.blog.tdg.ch (consulté le 31 août 2022)
3. ↑  Bibliothèque cantonale et universitaire de Lausanne, « Pierre Yves Lador », base de données des personnalités vaudoises, sur Patrinum (consulté le 31 août 2022)

- A. Nicollier, H.-Ch. Dahlem, Dictionnaire des écrivains suisses d'expression française, vol. 1, p. 520
- R. Francillon, Histoire de la littérature en Suisse romande, vol. 4, p. 445
- 24 Heures, 2002/01/31, p. 15